# Сложные белки

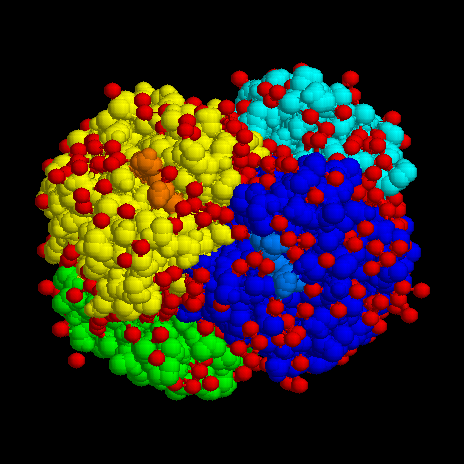
Молекула гемоглобина: 4 субъединицы окрашены в разные цвета

Гем — простетическая группа гемоглобина

Сло́жные белки́ (протеиды, холопротеины) — двухкомпонентные белки, в которых помимо пептидных цепей (простого белка) содержится компонент неаминокислотной природы — простетическая группа. При гидролизе сложных белков, кроме аминокислот, освобождается небелковая часть или продукты её распада.
В качестве простетической группы могут выступать различные органические (липиды, углеводы) и неорганические (металлы) вещества.
В зависимости от химической природы простетических групп среди сложных белков выделяют следующие классы:
- Гликопротеиды, содержащие в качестве простетической группы ковалентно связанные углеводные остатки и их подкласс — протеогликаны, с мукополисахаридными простетическими группами. В образовании связи с углеводными остатками обычно участвуют гидроксильные группы серина или треонина. Большая часть внеклеточных белков, в частности, иммуноглобулины — гликопротеиды. В протеогликанах углеводная часть составляет ~95 %, они являются основным компонентом межклеточного матрикса.
- Липопротеиды, содержащие в качестве простетической части нековалентно связанные липиды. Липопротеиды, образованные белками-аполипопротеинами связывающимися с ними липидами и выполняют функцию транспорта липидов.
- Металлопротеины, содержащие негемовые координационно связанные ионы металлов. Среди металлопротеидов есть белки, выполняющие депонирующие и транспортные функции (например, железосодержащие ферритин и трансферрин) и ферменты (например, цинксодержащая карбоангидраза и различные супероксиддисмутазы, содержащие в качестве активных центров ионы меди, марганца, железа и других металлов)
- Нуклеопротеины, содержащие нековалентно связанные ДНК или РНК, в частности, хроматин, из которого состоят хромосомы, является нуклеопротеидом[2].
- Фосфопротеиды, содержащие в качестве простетической группы ковалентно связанные остатки фосфорной кислоты. В образовании сложноэфирной связи с фосфатом участвуют гидроксильные группы серина или треонина, фосфопротеинами являются, в частности, казеин молока[3]:
- Хромопротеиды — собирательное название сложных белков с окрашенными простетическими группами различной химической природы. К ним относится множество белков с металлосодержащей порфириновой простетической группой, выполняющие разнообразные функции — гемопротеины (белки, содержащие в качестве простетической группы гем — гемоглобин, цитохромы и др.), хлорофиллы; флавопротеиды с флавиновой группой, и др.